# Ryder Cup 2008
La 37ª Ryder Cup tuvo lugar entre el 19 y el 21 de septiembre de 2008 en Valhalla Golf Club de Louisville, Kentucky (Estados Unidos). Los capitanes son Nick Faldo por Europa y Paul Azinger por Estados Unidos. El vice capitán de Europa es José María Olazábal, tras la renuncia de Paul McGinley en septiembre de 2007. Raymond Floyd, Dave Stockton y Olin Browne son los asistentes de Paul Azinger.

## Formato
The Ryder Cup is a match play event, with each match worth one point. The competition format used in 2008 was as follows:
- Day 1 (Friday) — 4 foursome (alternate shot) matches in a morning session and 4 four-ball (better ball) matches in an afternoon session
- Day 2 (Saturday) — 4 foursome matches in a morning session and 4 four-ball matches in an afternoon session
- Day 3 (Sunday) — 12 singles matches

With a total of 28 points, 14½ points are required to win the Cup, and 14 points are required for the defending champion to retain the Cup. All matches will be played to a maximum of 18 holes.
The format for the event differs from the last two Ryder Cup Matches. For the first time since 1999, the opening matches will feature the alternate-shot format. United States captain Paul Azinger, hoping to give his team an early advantage in Kentucky, announced the change on January 30 at the PGA Tour's FBR Open in Phoenix. 
Alternate shot, or foursomes, had been used in the first sessions every year since 1981 until European captain Seve Ballesteros opened with better ball (fourballs) in 1997 at Valderrama. U.S. captain Ben Crenshaw switched back to alternate shot in 1999 at Brookline, but the last three Ryder Cup matches have started with better ball.

## Los equipos
Los mejores jugadores de ambos equipos son elegidos mediante un sistema de puntuación en el que se contabilizan los resultados en diversos torneos. En Estados Unidos se seleccionan a los 8 mejores y en Europa a los 10. El resto de jugadores son elegidos por el capitán de cada equipo, hasta completar los 12 de cada equipo.

### Estados Unidos
| Equipo de Estados Unidos |      |                             |                                  |
| Nombre                   | Edad | Residencia                  | Notas                            |
| Paul Azinger             | 48   | Florida                     | Capitán                          |
| Phil Mickelson           | 38   | Rancho Santa Fe, California |                                  |
| Stewart Cink             | 35   | Duluth, Georgia             |                                  |
| Kenny Perry              | 48   | Franklin, Kentucky          |                                  |
| Jim Furyk                | 38   | Ponte Vedra Beach, Florida  |                                  |
| Anthony Kim              | 23   | Dallas, Texas               | Debutante                        |
| Justin Leonard           | 36   | Dallas, Texas               |                                  |
| Ben Curtis               | 31   | Stow, Ohio                  | Debutante                        |
| Boo Weekley              | 35   | Jay, Florida                | Debutante                        |
| Steve Stricker           | 41   | Madison, Wisconsin          | Elección del capitán y debutante |
| Hunter Mahan             | 26   | Plano, Texas                | Elección del capitán y debutante |
| J. B. Holmes             | 26   | Campbellsville, Kentucky    | Elección del capitán y debutante |
| Chad Campbell            | 34   | Colleyville, Texas          | Elección del capitán             |

### Europa
| Equipo de Europa     |      |                             |                      |
| Nombre               | Edad | Residencia                  | Notas                |
| Nick Faldo           | 51   | Welwyn Garden City, England | Capitán              |
| Pádraig Harrington   | 37   | Dublín, Irlanda             |                      |
| Sergio García        | 28   | Borriol, España             |                      |
| Lee Westwood         | 35   | Worksop, Inglaterra         |                      |
| Henrik Stenson       | 32   | Dubái, UAE                  |                      |
| Robert Karlsson      | 39   | Mónaco                      |                      |
| Miguel Ángel Jiménez | 44   | Málaga, España              |                      |
| Graeme McDowell      | 29   | Portrush, Irlanda del Norte | Debutante            |
| Justin Rose          | 28   | Londres, Inglaterra         | Debutante            |
| Søren Hansen         | 34   | Montecarlo, Mónaco          | Debutante            |
| Oliver Wilson        | 27   | Weybridge, Inglaterra       | Debutante            |
| Ian Poulter          | 32   | Milton Keynes, Inglaterra   | Elección del capitán |
| Paul Casey           | 31   | Esher, Inglaterra           | Elección del capitán |

## Resultados

### Viernes, 19 de septiembre

#### Foursomes
|               | Resultado         | Bandera de Unión Europea |
| ------------- | ----------------- | ------------------------ |
| Mickelson/Kim | Empate            | Harrington/Karlsson      |
| Leonard/Mahan | 3 & 2             | Casey/Stenson            |
| Campbell/Cink | 1 arriba          | Rose/Poulter             |
| Furyk/Perry   | Empate            | Westwood/García          |
| 3             | Foursomes         | 1                        |
| 3             | Resultado parcial | 1                        |

#### Fourballs
|                 | Resultado             | Bandera de Unión Europea |
| --------------- | --------------------- | ------------------------ |
| Kim/Mickelson   | 2 arriba              | Harrington/McDowell      |
| Curtis/Stricker | 4 & 2                 | Poulter/Rose             |
| Leonard/Mahan   | 4 & 3                 | García/Jiménez           |
| Holmes/Weekley  | Empate                | Hansen/Westwood          |
| 2½              | Fourballs             | 1½                       |
| 5½              | Resultado 1.ª jornada | 2½                       |

### Sábado, 20 de septiembre

#### Foursomes
|               | Resultado         | Bandera de Unión Europea |
| ------------- | ----------------- | ------------------------ |
| Campbell/Cink | 4 & 3             | Rose/Poulter             |
| Leonard/Mahan | Empate            | McDowell/Jiménez         |
| Mickelson/Kim | 2 & 1             | Wilson/Stenson           |
| Furyk/Perry   | 3 & 1             | Harrington/Karlsson      |
| 1½            | Foursomes         | 2½                       |
| 7             | Resultado parcial | 5                        |

#### Fourballs
|                 | Resultado             | Bandera de Unión Europea |
| --------------- | --------------------- | ------------------------ |
| Holmes/Weekley  | 2 & 1                 | Hansen/Westwood          |
| Curtis/Stricker | Empate                | Casey/García             |
| Furyk/Perry     | 1 arriba              | McDowell/Poulter         |
| Mahan/Mickelson | Empate                | Karlsson/Stenson         |
| 2               | Fourballs             | 2                        |
| 9               | Resultado 2.ª jornada | 7                        |

### Domingo, 22 de septiembre

#### Individuales
|                | Resultado       | Bandera de Unión Europea |
| -------------- | --------------- | ------------------------ |
| Anthony Kim    | 5 & 4           | Sergio García            |
| Hunter Mahan   | Empate          | Paul Casey               |
| Justin Leonard | 5 & 3           | Robert Karlsson          |
| Phil Mickelson | 3 & 2           | Justin Rose              |
| Kenny Perry    | 3 & 2           | Henrik Stenson           |
| Boo Weekley    | 4 & 2           | Oliver Wilson            |
| J. B. Holmes   | 2 & 1           | Søren Hansen             |
| Jim Furyk      | 2 & 1           | Miguel Ángel Jiménez     |
| Stewart Cink   | 2 & 1           | Graeme McDowell          |
| Steve Stricker | 3 & 2           | Ian Poulter              |
| Ben Curtis     | 2 & 1           | Lee Westwood             |
| Chad Campbell  | 2 & 1           | Pádraig Harrington       |
| 7,5            | Individuales    | 4,5                      |
| 16,5           | Resultado final | 11,5                     |